# گسیخت زمین‌لرزه

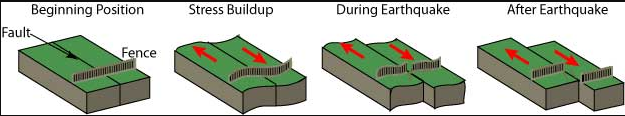
این تصویر نشان‌دهنده اثر ناشی از گسیخت زمین‌لرزه در سطح زمین است. به پیشرفت کرنش که منجر به جابه‌جایی گسل می‌شود و مقدار جابه‌جایی گسل توجه کنید.

گسیخت زمین‌لرزه در لرزه‌شناسی به مقدار برشی گفته می‌شود که بر اثر یک زمین‌لرزه در پوسته زمین روی می‌دهد. زمین‌لرزه بر اثر عوامل متعددی مانند زمین‌لغزش، جابه‌جایی ماگما در یک آتشفشان، تشکیل یک گسل جدید یا از همه بیشتر بر اثر برش و حرکت یک گسل موجود پدید می‌آید.

## هسته‌زایی
زمین لرزه زمین ساختی با یک گسیختگی اولیه در نقطه ای از سطح گسل شروع می‌شود، فرایندی که به نام هسته‌زایی شناخته می‌شود. مقیاس پهنه هسته‌زایی نامشخص است، با شواهدی مانند ابعاد گسیختگی کوچک‌ترین زمین‌لرزه‌ها نشان می‌دهد که کوچکتر از ۱۰۰ متر است؛ در حالی که شواهد دیگری، مانند یک جزء کند که توسط طیف‌های با بسامد پایین برخی از زمین لرزه‌ها آشکار می‌شود، نشان‌دهنده بزرگ‌تر بودن آن است. این احتمال که هسته‌زایی شامل نوعی فرایند آماده‌سازی باشد، با مشاهده اینکه پیش از حدود ۴۰ درصد زمین‌لرزه‌ها، پیش‌لرزه رخ می‌دهد، تأیید می‌شود. با این حال، برخی زمین‌لرزه‌های بزرگ مانند زمین‌لرزه ۱۹۵۰ آسام-تبت، هیچ پیش‌لرزه‌ای ندارند و مشخص نیست که آیا آنها فقط باعث تغییرات تنش می‌شوند یا صرفاً ناشی از افزایش تنش‌ها در ناحیه لرزه اصلی هستند.
گسیختگی پس از آغاز، شروع به انتشار در امتداد سطح گسل می‌کند. مکانیک این فرایند به خوبی درک نشده است، تا حدودی به این دلیل که بازآفرینی سرعت‌های لغزش بالا در آزمایشگاه دشوار است. همچنین اثرات جنبش نیرومند زمین، ثبت اطلاعات نزدیک به ناحیه هسته‌زایی را بسیار دشوار می‌کند.

## انتشار
به دنبال هسته‌زایی، گسیخت به دور از کانون زمین‌لرزه و در تمام جهات در امتداد سطح گسل منتشر می‌شود. تا زمانی که انرژی کرنشی ذخیره‌شده کافی برای ایجاد سطح گسیختگی جدید وجود داشته باشد، انتشار ادامه خواهد داشت. اگرچه گسیختگی شروع به انتشار در همه جهات می‌کند، اغلب یک طرفه شده و بیشتر انتشار آن در جهت افقی است. بسته به ژرفای کانونی زمین‌لرزه، اندازه زمین لرزه و اینکه گسل تا چه حد گسترش یابد، ممکن است گسیختگی به سطح زمین رسیده و گسیخت سطحی را پدید بیاورد. گسیختگی در سطح گسل نیز منتشر می‌شود و در بسیاری از موارد به پایه لایه لرزه‌زا می‌رسد که در زیر آن دگرشکلی شروع به شکل‌پذیری بیشتر در طبیعت می‌کند.
انتشار ممکن است بر روی یک گسل انجام شود، اما در بسیاری از موارد گسیختگی از یک گسل پیش از پریدن به گسل دیگر و گاهی به‌طور مکرر آغاز می‌شود. زمین‌لرزه ۲۰۰۲ دنالی پیش از پریدن بر روی گسل دنالی در بیشتر زمان انتشار آن و پیش از اینکه در نهایت دوباره روی گسل توتچوندا بپرد، بر روی راندگی یخچال سوتسینا که یک گسل رورانده است آغاز شد. گسیختگی زمین‌لرزه ۲۰۱۶ کایکورا بسیار پیچیده بود، زیرا در این زمین‌لرزه سیختگی سطحی حداقل در ۲۱ گسل جداگانه مشاهده شده است.